# Waldpark Radebeul-West

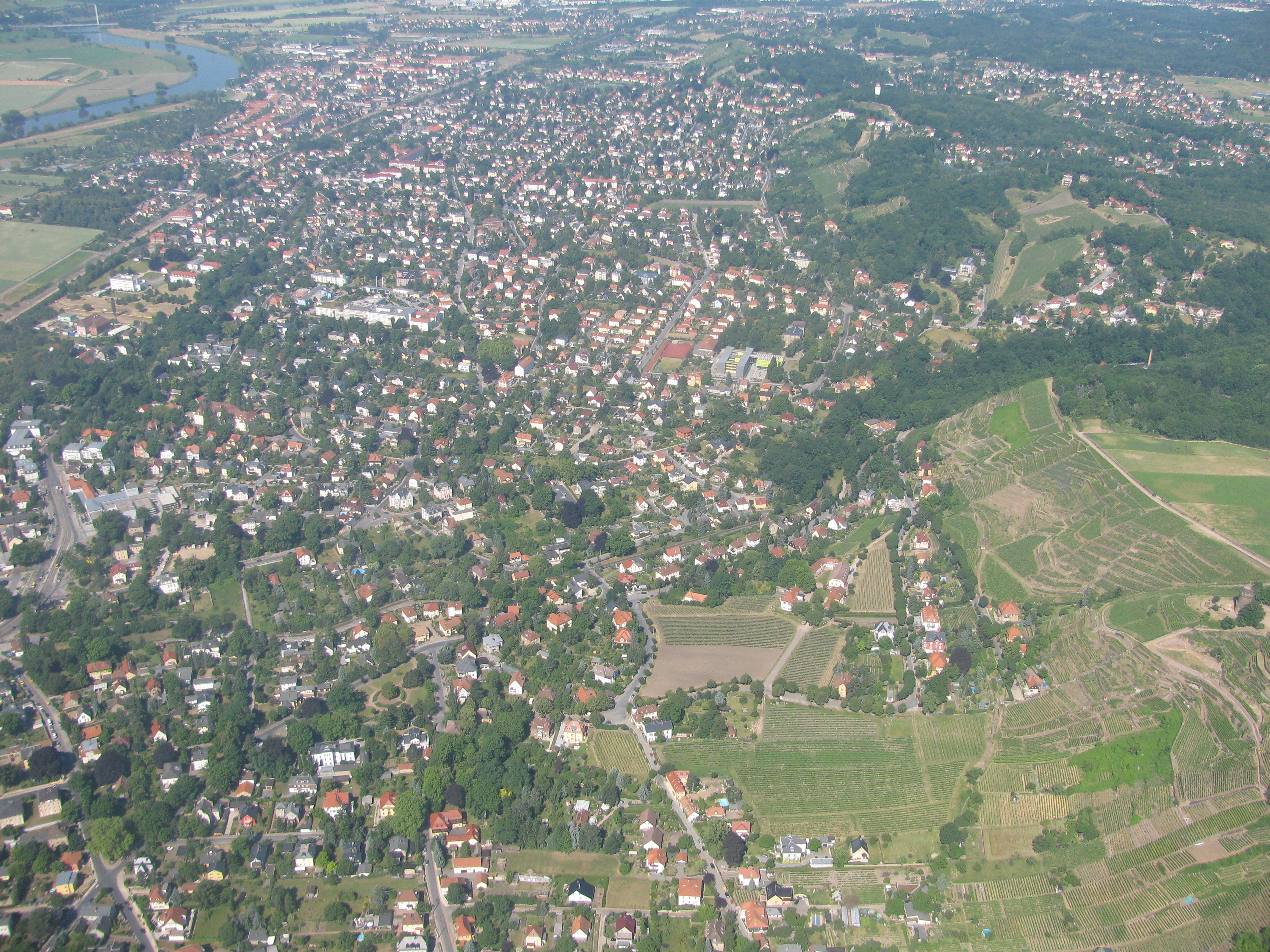
Blick auf Radebeul (oben Radebeul-West). Das rechte Bilddrittel zeigt das LSG Lößnitz (Wald- und Weinbergsflächen). Oben Mitte rechts steht der Wasserturm, drumherum der Waldpark. Nach rechtsunten erstrecken sich die Waldflächen um das Bilzbad herum.

Der Waldpark Radebeul-West ist eine größere Naturparkfläche in den Stadtteilen Niederlößnitz und Kötzschenbroda Oberort der sächsischen Stadt Radebeul. Er liegt auf der Nordwestseite des eigentlichen Steinrückens, des Namensgebers für die in der Ost-West-Erstreckung mittlere Weinlage Radebeuler Steinrücken. Im nördlichen Teil liegt Schwarzes Teich, auf der Südseite, an der Hangkante oberhalb von Niederlößnitz, liegt der Wasserturm. Der Waldpark ist Teil des Radebeuler Landschaftsschutzgebiets Lößnitz. Der südliche Randstreifen des Waldparks, dort wo die Hangkante von Süden aus einsehbar ist und wo auch der Wasserturm steht, gehört noch zum südlicher gelegenen Denkmalschutzgebiet Historische Weinberglandschaft Radebeul, ebenso wie die dem Mohrenhaus gegenüberliegende Fläche.

## Geschichte

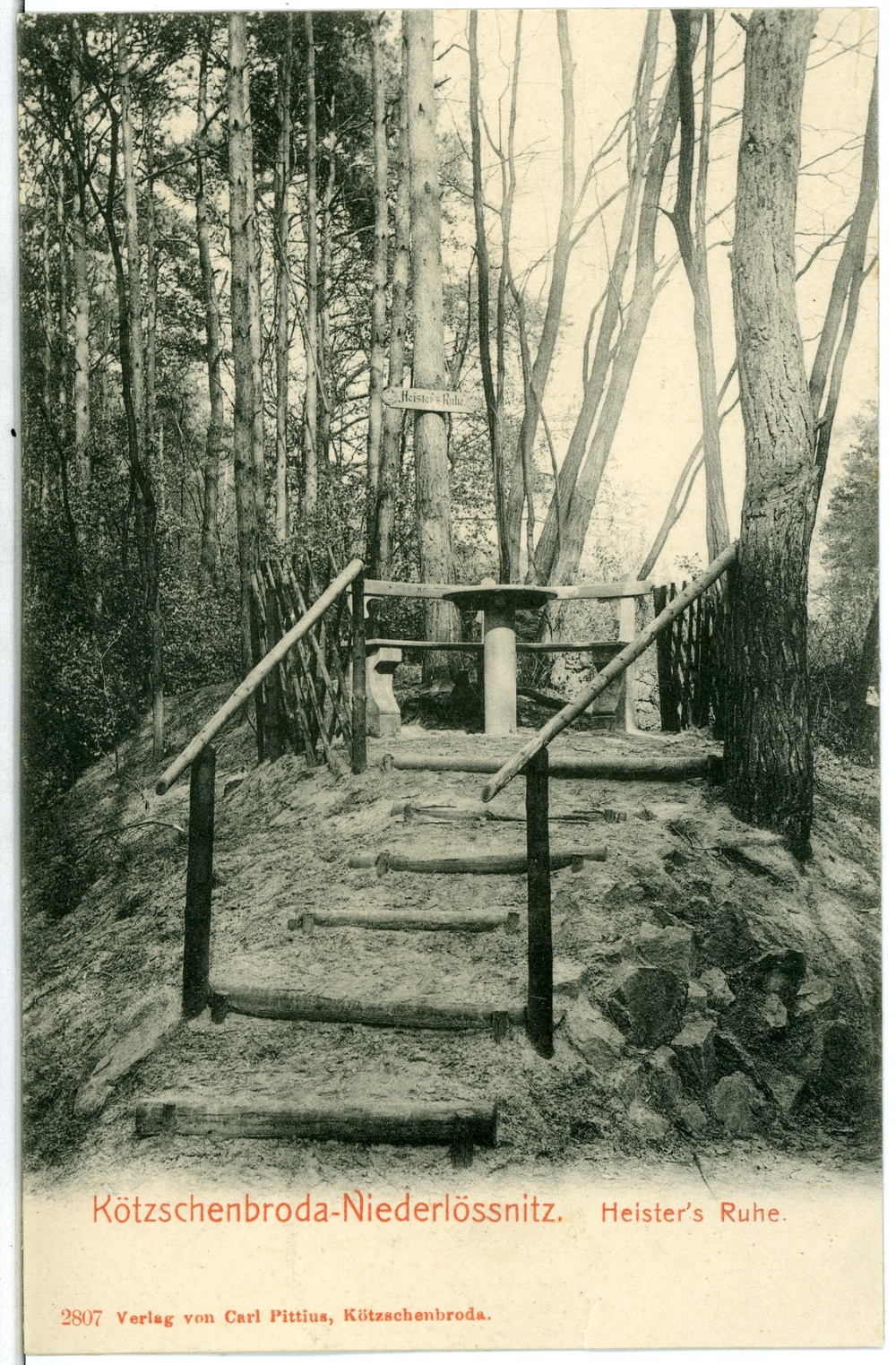
Heister’s Ruhe in oder an Pilgrims Wäldchen, Postkarte von 1903

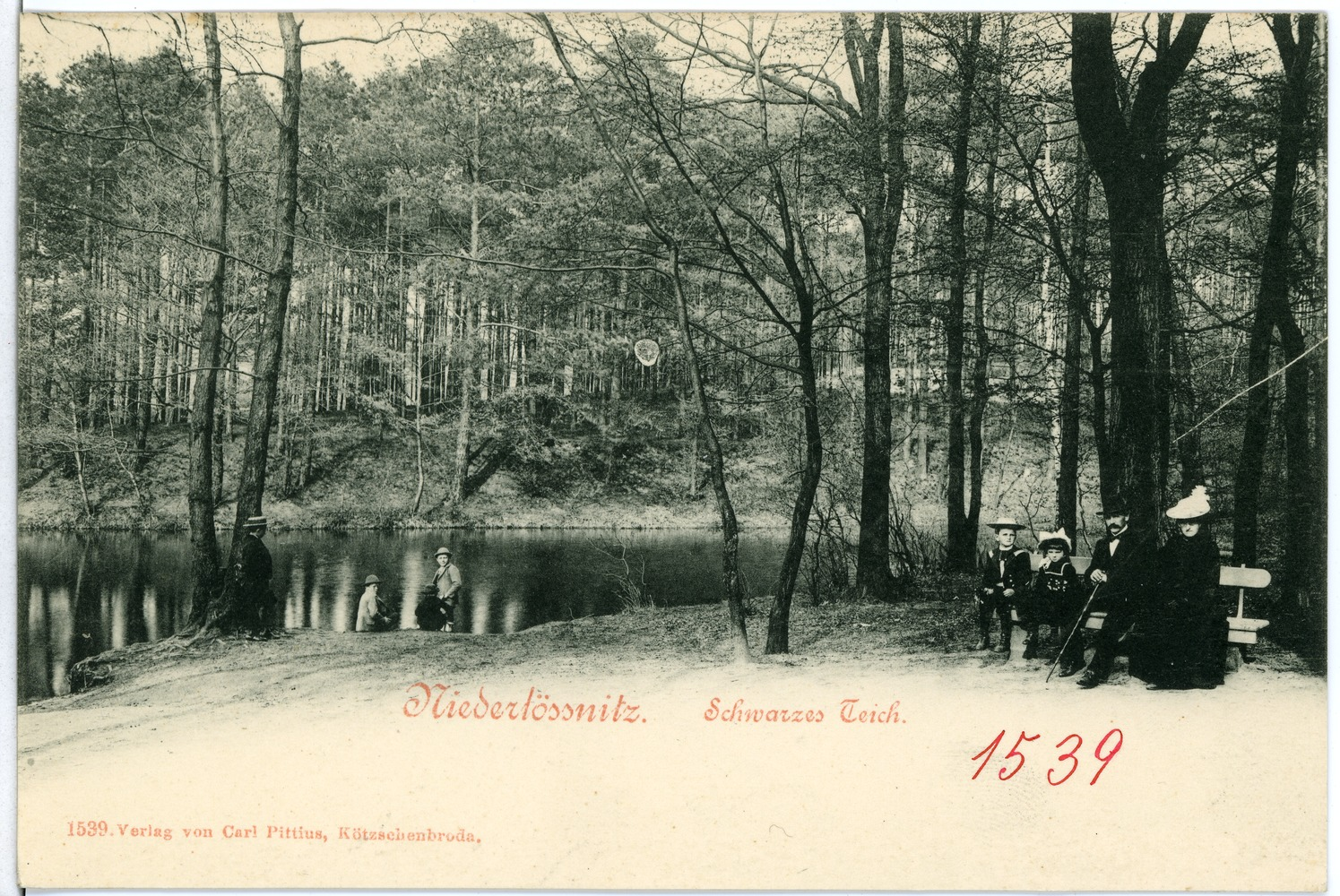
Schwarzes Teich, Postkarte von 1901

Bereits um 1850 legte der Sektfabrikant Ludwig Pilgrim, seinerzeit Besitzer des Mohrenhaus-Anwesens auf der westlichen Seite der Moritzburger Straße, auf der gegenüberliegenden Straßenseite, im Leimgrund das parkartige, nach ihm benannte Pilgrimswäldchen an. Gegen Ende des 19. Jahrhunderts erschloss der Verschönerungsverein für die Lößnitz den Park durch die Anlage weiterer Wege sowie die Aufstellung weiterer Sitzbänke.
Im Jahr 1905 eröffnete etwas weiter östlich das Licht-Luft-Bad Bilzbad mit seinem großen Waldpark für Luft- und Sonnenbäder, erst einmal nur mit 9 Hektar Grünflächen, die sich in der Folgezeit auf 30 Hektar ausweiteten. Da die Behörden jedoch amtlicherseits die Einzäunung verfügten, wurde dieses Grünareal den naherholungssuchenden Spaziergängern entzogen. Das veranlasste das Niederlößnitzer Gemeinderatsmitglied, den Generalmajor z. D. Richard Sachse, sich ab 1907 für die Einrichtung eines öffentlich zugänglichen Volks- und Erholungsparks einzusetzen. Dazu erfolgte von ihm, zusammen mit Oberstleutnant z. D. Hans von Hartmann und dem Privatier Franz Oßwald, ein öffentlicher Aufruf an die Bürgerschaft. Da von vornherein klar war, dass keine geeigneten Niederlößnitzer Flächen zur Verfügung standen, wurde an die Waldflächen der Alten Leupe in Oberkötzschenbroda gedacht, „zwischen Höhenweg und Leimgrund (Moritzburger Straße, Sonnenleite)“. Zur gleichen Zeit verfolgte der Verschönerungsverein für die Lößnitz das Vorhaben, im Osten der Lößnitzortschaften einen öffentlichen Park zu errichten (Waldpark Radebeul-Ost).
Anfang des Jahres 1910 wurde über das Vorhaben überregional in der in Berlin erscheinenden Zeitschrift Die Gartenwelt berichtet und in der zweiten Jahreshälfte erfolgte die Einrichtung der Waldparkstiftung, die durch zahlreiche finanzielle Zuwendungen Niederlößnitzer Bürger (rund 12.000 Mark) sowie die Spende eines südlich des Kiesgrubenwegs liegenden, 3,2 Hektar großen Waldstücks durch den königlichen Kammerherrn Hans Friedrich von Minckwitz ermöglicht wurde. Die Gemeinde Kötzschenbroda brachte eine rund 2,5 Hektar große Parzelle zwischen Moritzburger Straße und Leimgrund ein, während die Gemeinde Niederlößnitz ein rund 3,6 Hektar großes Waldstück ebenfalls auf Oberkötzschenbrodaer Flur beisteuerte. Den Stiftungsvorsitz übernahm der Gemeindevorstand von Niederlößnitz, später fiel er in den Aufgabenbereich der Bürgermeister von Kötzschenbroda bzw. Oberbürgermeister von Radebeul. Das Ziel der Stiftung war, „die natürlichen Schönheiten der Landschaft vor den Rücksichtslosigkeiten der modernen Entwicklung zu schützen“
Die Stiftung ließ Wege anlegen und unterhalten, Treppen und Schutzhütten errichten und erschloss die Flächen um Schwarzes Teich. In dem Gebiet, das sich bis 1928 durch Zukäufe und Nutzungsverträge auf etwa 17,6 Hektar ausweitete, wurde die natürliche Vegetation erhalten oder wiederhergestellt.
In den Jahren 1916 und 1917 wurde der 1914 durch den Wasserwerksverband Niederlößnitz-Kötzschenbroda beschlossene Hochbehälter nahe der König-Friedrich-August-Höhe, jedoch etwas von der Bruchkante nach hinten versetzt, mit Hilfe von französischen Kriegsgefangenen errichtet.
Nach dem Zweiten Weltkrieg wurde die Stiftung 1949 abgewickelt, die Waldfläche ging in die Verwaltung des staatlichen Forstbetriebs über. Ein Teil des ehemaligen Parkgeländes wurde ab 1971 zum Naherholungsgebiet Schwarzes Teich. Heute ist der Waldpark Radebeul-West Landschaftsschutzgebiet.

### Friedrich-August-Höhe
An der Geländekante oberhalb von Niederlößnitz, dort wo später der Wasserturm gebaut werden sollte, entstand 1908 ein Aussichtspunkt mit freiem Ausblick auf das Elbtal (51° 6′ 59″ N, 13° 38′ 8,8″ O). Anlässlich des Besuchs von König Friedrich August III. in der Lößnitz im selben Jahr erhielt der Gemeindevorstand Oswald Hans die Erlaubnis, den neuentstandenen Promenadenplatz gleich westlich der Friedensburg König-Friedrich-August-Höhe zu nennen. Anlässlich desselben Besuchs erhielt der im Osten der Lößnitz gelegene Park den Namen Friedrich-August-Park.
Im Jahr 2007 fasste die Stadtverwaltung Radebeul den Beschluss, dort eine Infotafel aufzustellen, die auf den Besuch des Königs 1908 sowie die Benennung als „König-Friedrich-August-Höhe“ erinnern sollte. 2019 wurden die beiden Zugänge zum Aussichtspunkt mit Eisengittern versperrt. Auf einem Schild steht „Privatgrundstück, Betreten verboten“.

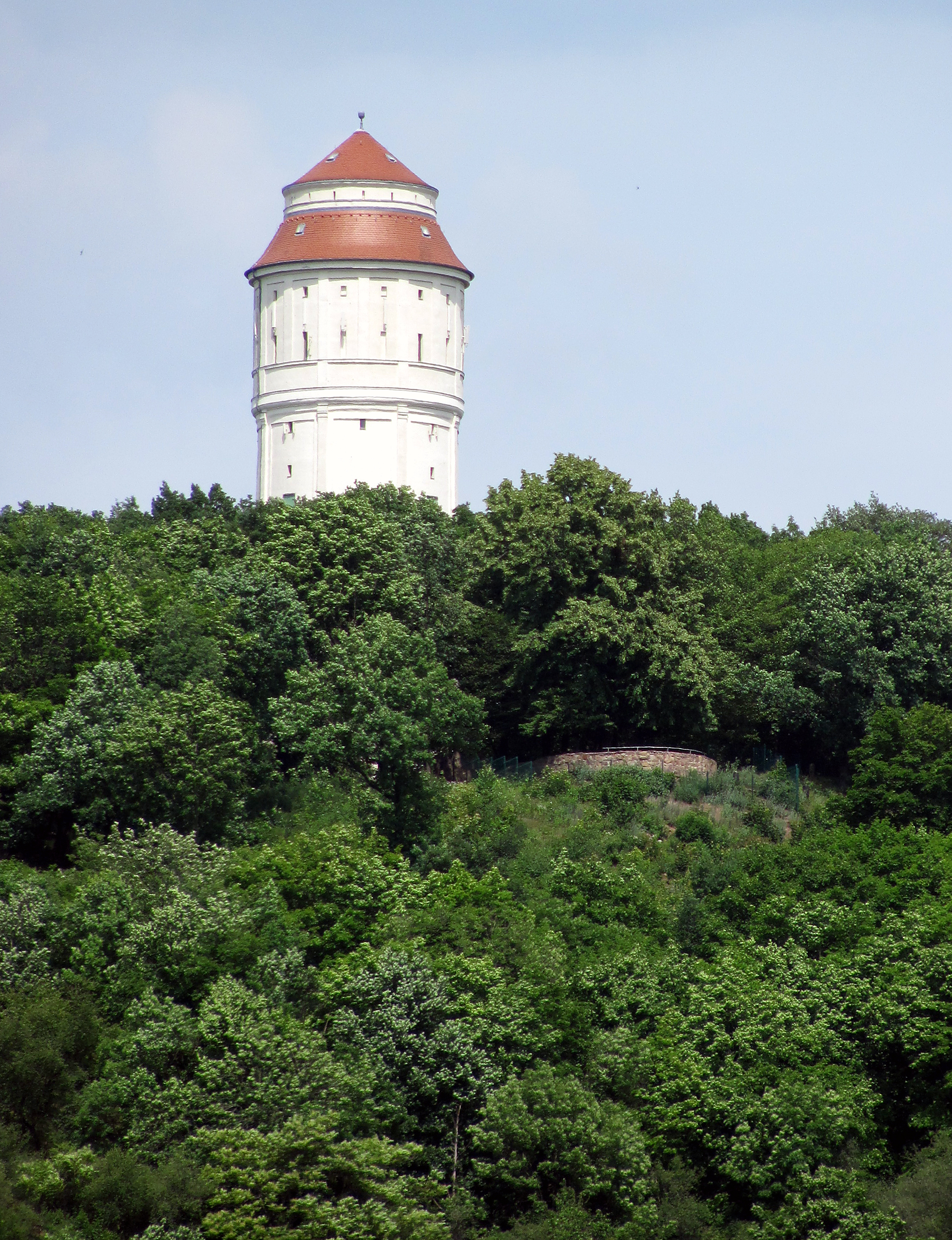
Friedrich-August-Höhe, rechts am Fuße des Wasserturms
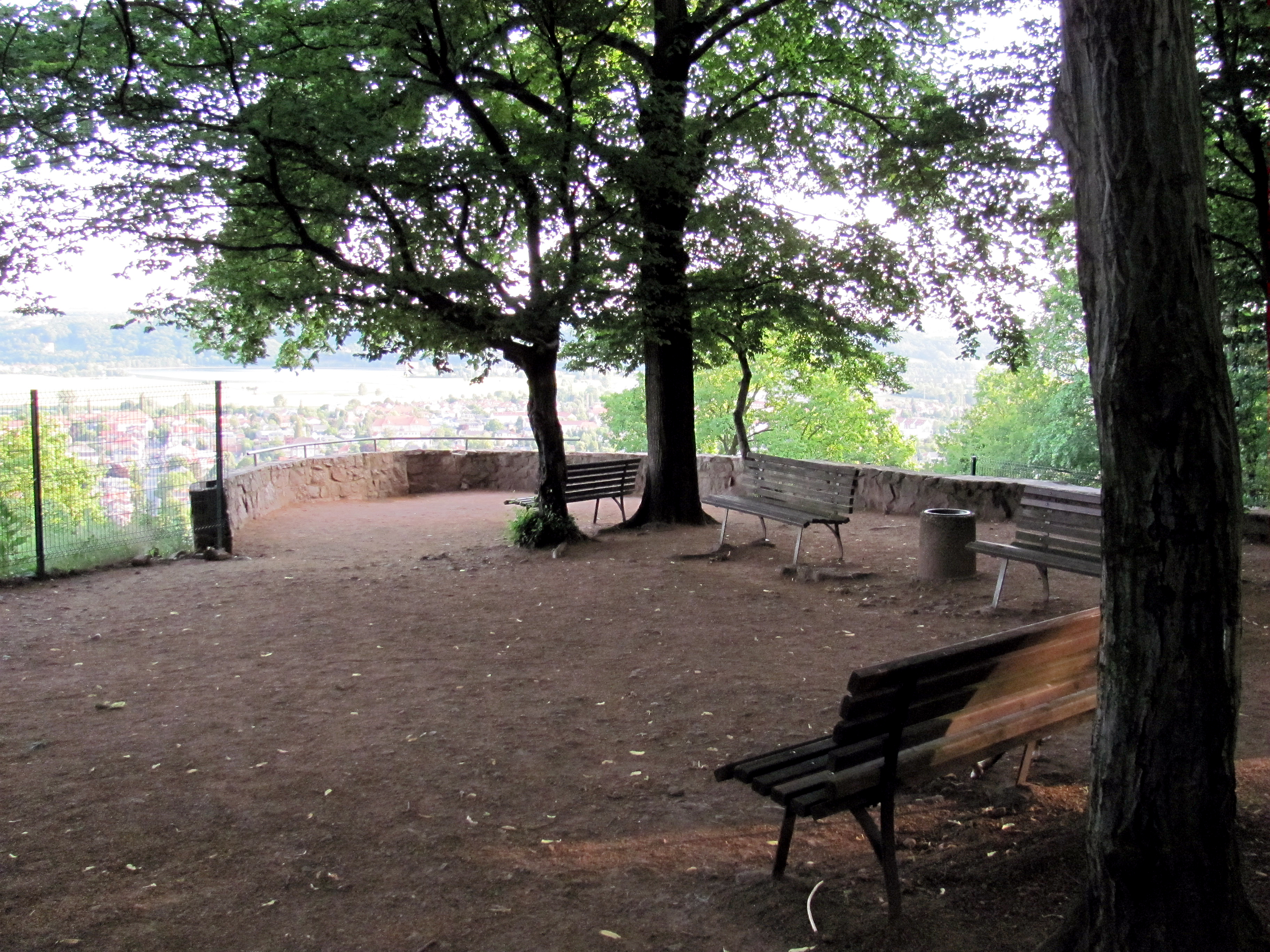
Friedrich-August-Höhe (2012)
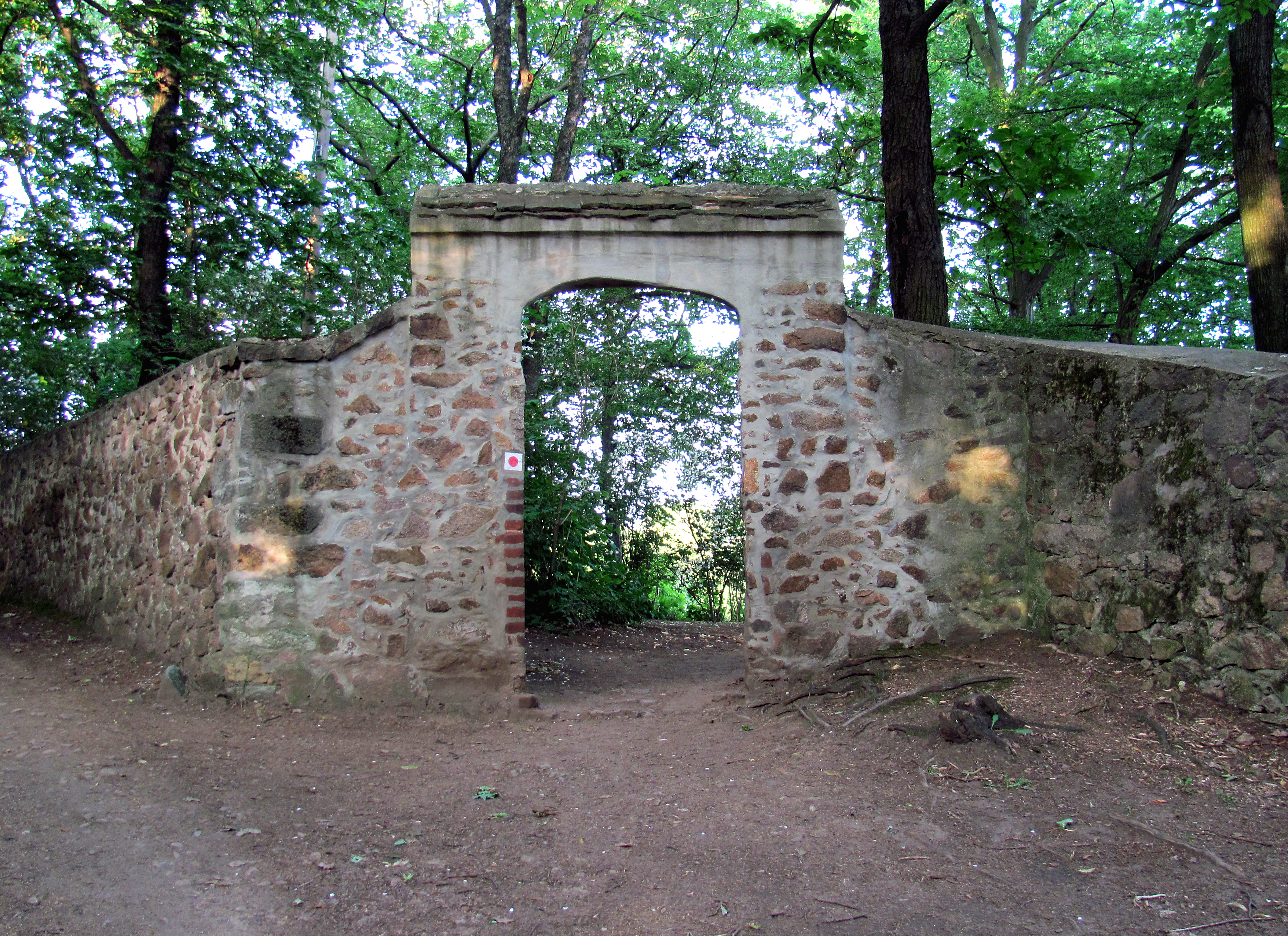
Friedrich-August-Höhe (2012): Eingang von Am Wasserturm
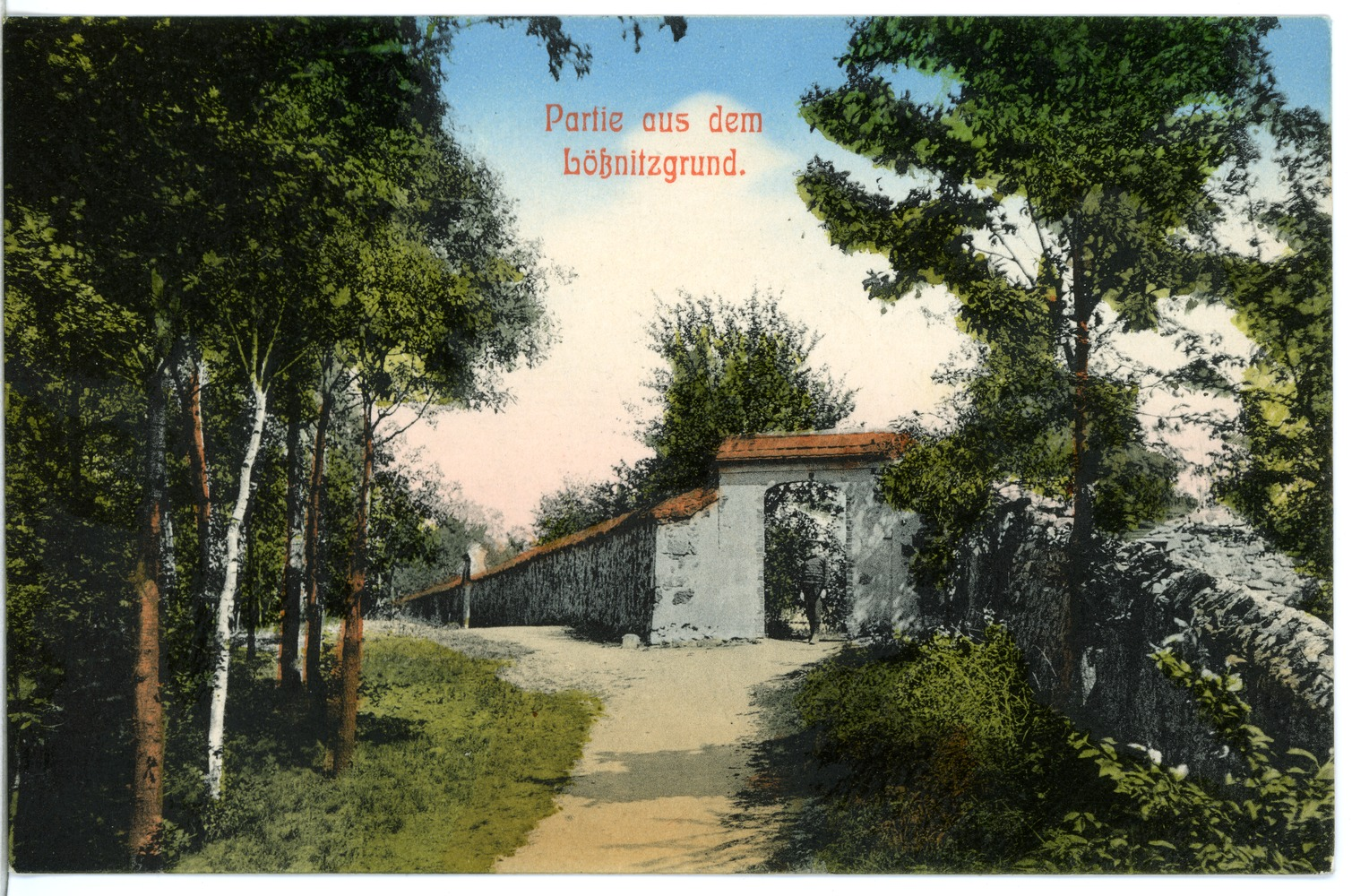
Friedrich-August-Höhe: Eingang von Am Wasserturm (1910)
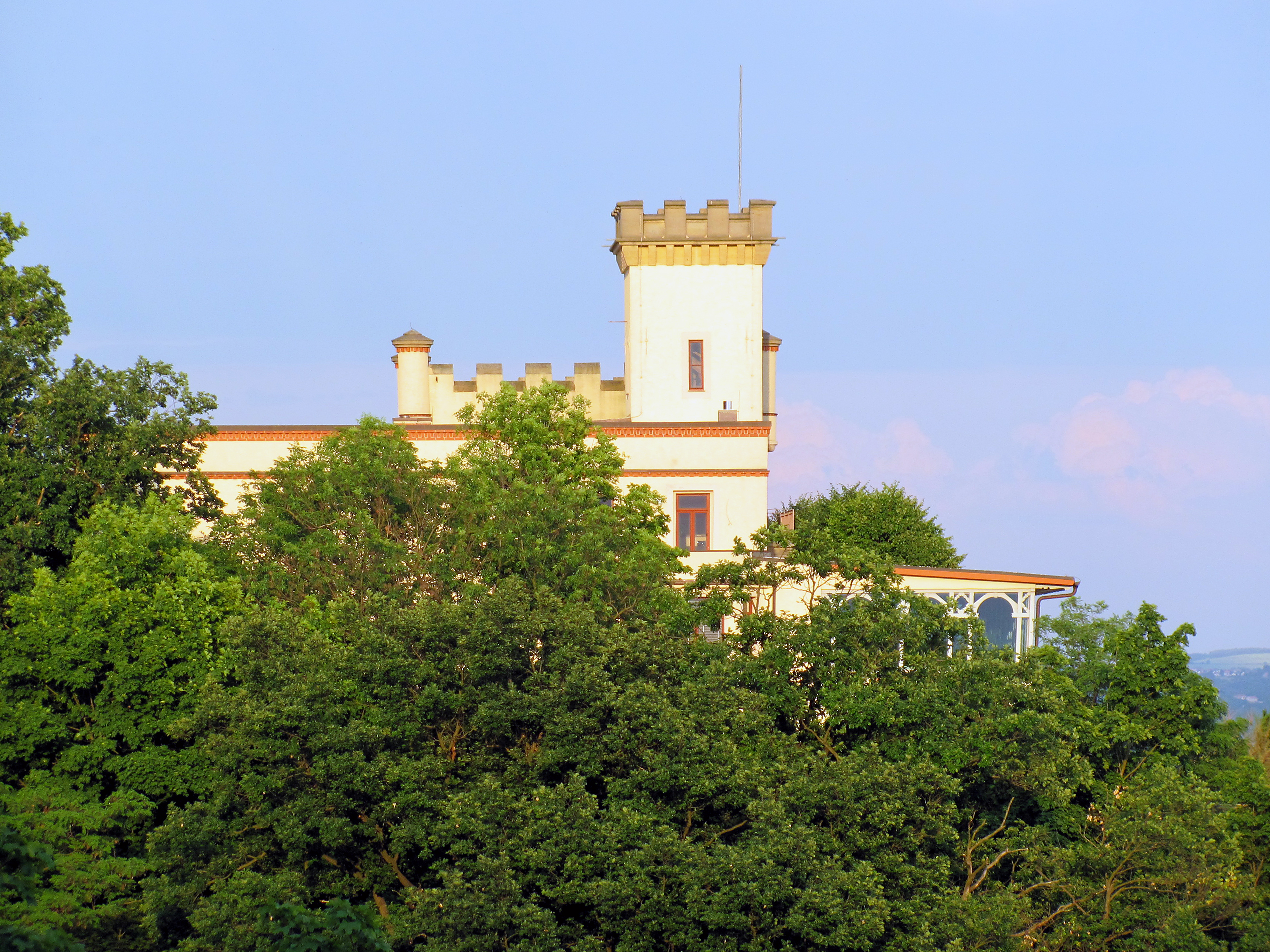
Von der Friedrich-August-Höhe: Blick auf die Friedensburg
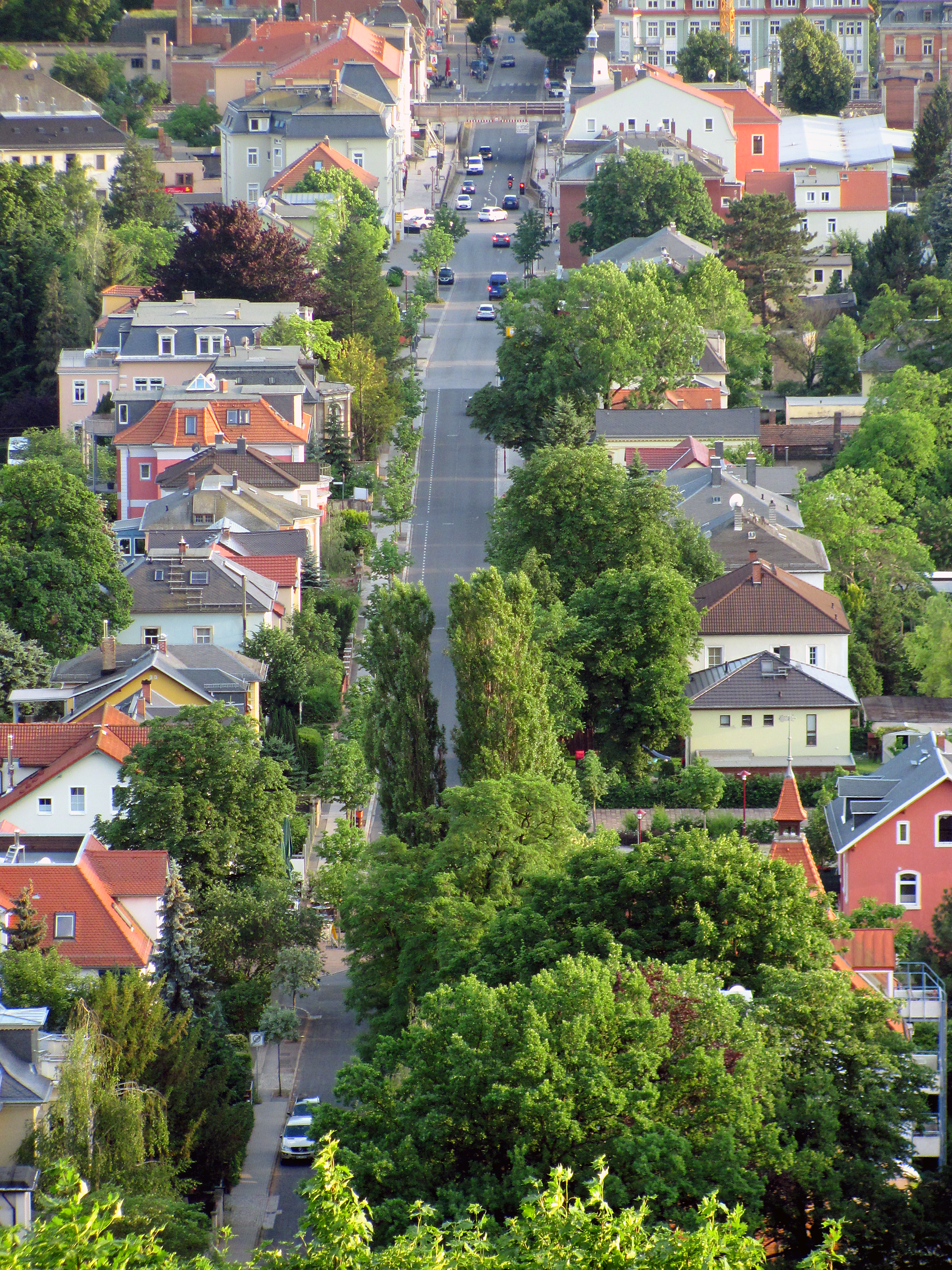
Von der Friedrich-August-Höhe: Blick auf die Moritzburger Straße, am oberen Bildrand die Eisenbahnbrücken-Baustelle in der Bahnhofstraße (2012)

### Gießmannscher Tunnel
Von 1876 bis 1878 ließ Max Gießmann, Eigentümer des in der Burgstraße 2 gelegenen Badhotels (und Bruder von Ernst Louis Gießmann, Eigentümer der oberhalb des Badhotels gelegenen Friedensburg), von der Anhöhe den Gießmannschen Tunnel durch das Syenitgestein treiben. Dieser Tunnel ist fast 2 Meter hoch und 1,2 Meter breit sowie 368 Meter lang, davon sind 34 Meter ausgemauert. Er sollte der Wasserversorgung seines Hotels von Schwarzes Teich aus dienen. Der Tunneleingang liegt etwa 200 Meter südöstlich des Teiches im heutigen Waldpark (51° 7′ 8,1″ N, 13° 38′ 22,5″ O), mit dem Teich ehemals durch einen flachen, heute noch in der Landschaft erkennbaren Graben verbunden. Das ehemals denkmalgeschützte Mundloch kommt an der Burgstraße innerhalb einer zinnengekrönten Sandsteinwand aus dem Berg (51° 6′ 57,5″ N, 13° 38′ 13,2″ O). „Mittels Heberleitung von einer Brunnengalerie“ entlang Schwarzes Teich sowie des ständig in den Tunnel einsickernden Felswassers wollte Gießmann seine Wassergewinnung betreiben, nur war sie nicht ausreichend. Heute wird das aus dem Berg einsickernde Wasser in die Kanalisation abgeleitet.
Innendrin befindet sich eine nachträglich zugesetzte, jetzt wieder geöffnete Rundbogenöffnung mit Kämpferbändern und einem Schlussstein mit Datierung.
„In den Mundlochbereichen hat sich knietiefes Wasser angestaut.“ Durch das aus dem Gestein austretende, kalkhaltige Wasser haben sich „im Stollen weiße, sinterüberzogene Wände, kleine Sinterbecken und Tropfsteine gebildet.“

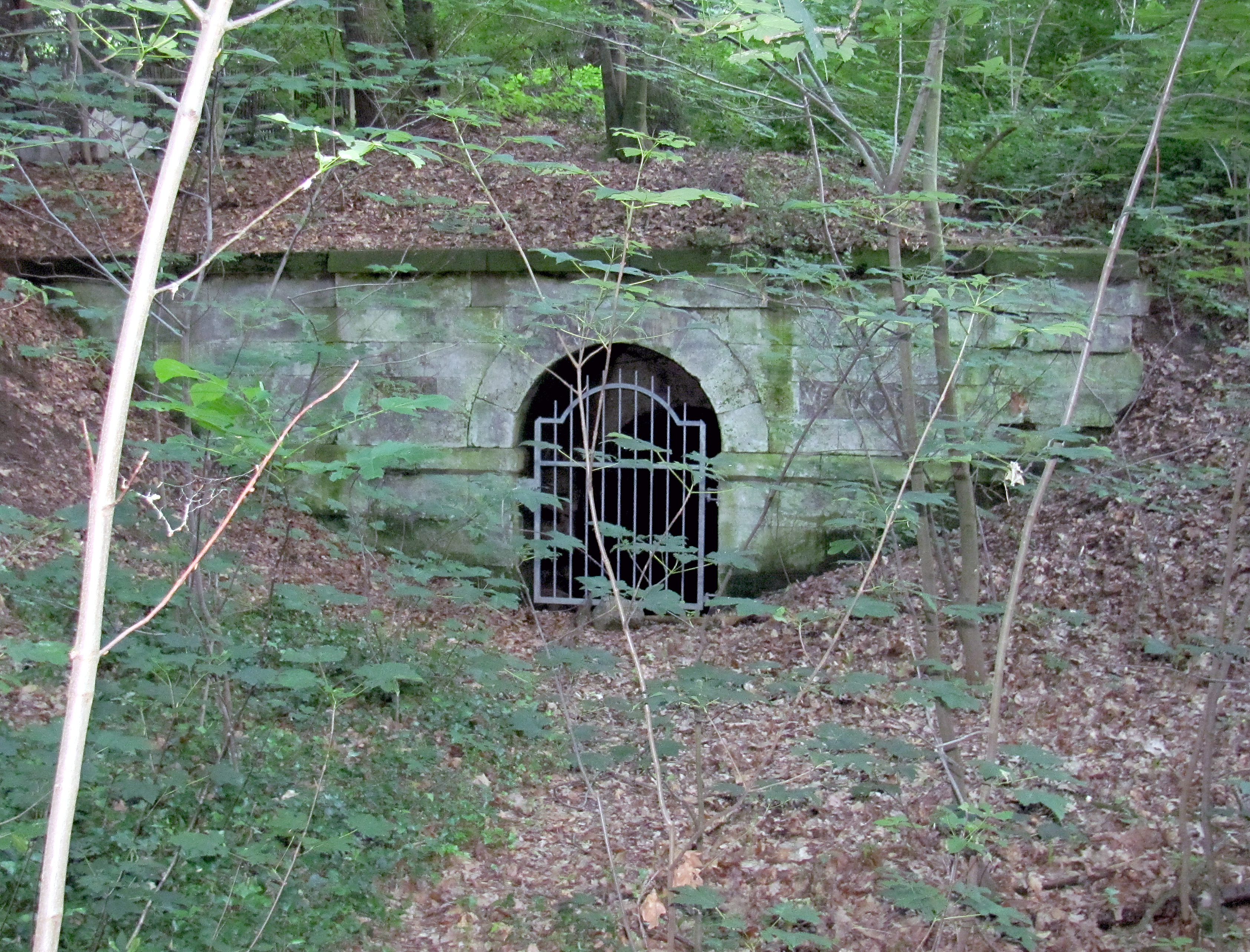
Gießmannscher Tunnel, Eingangsbauwerk
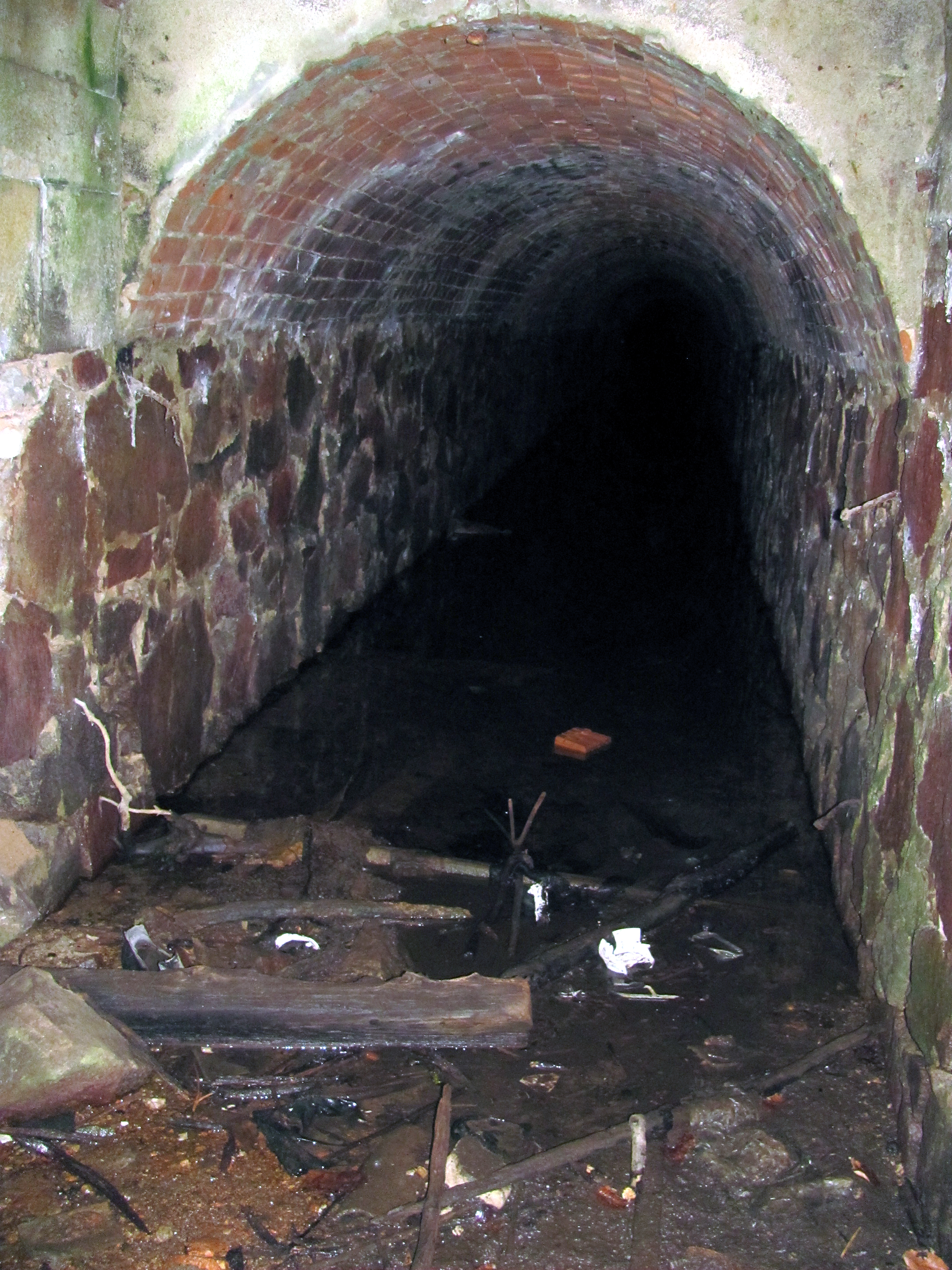
Gießmannscher Tunnel, Tunnelbeginn hinter dem Eingangstor
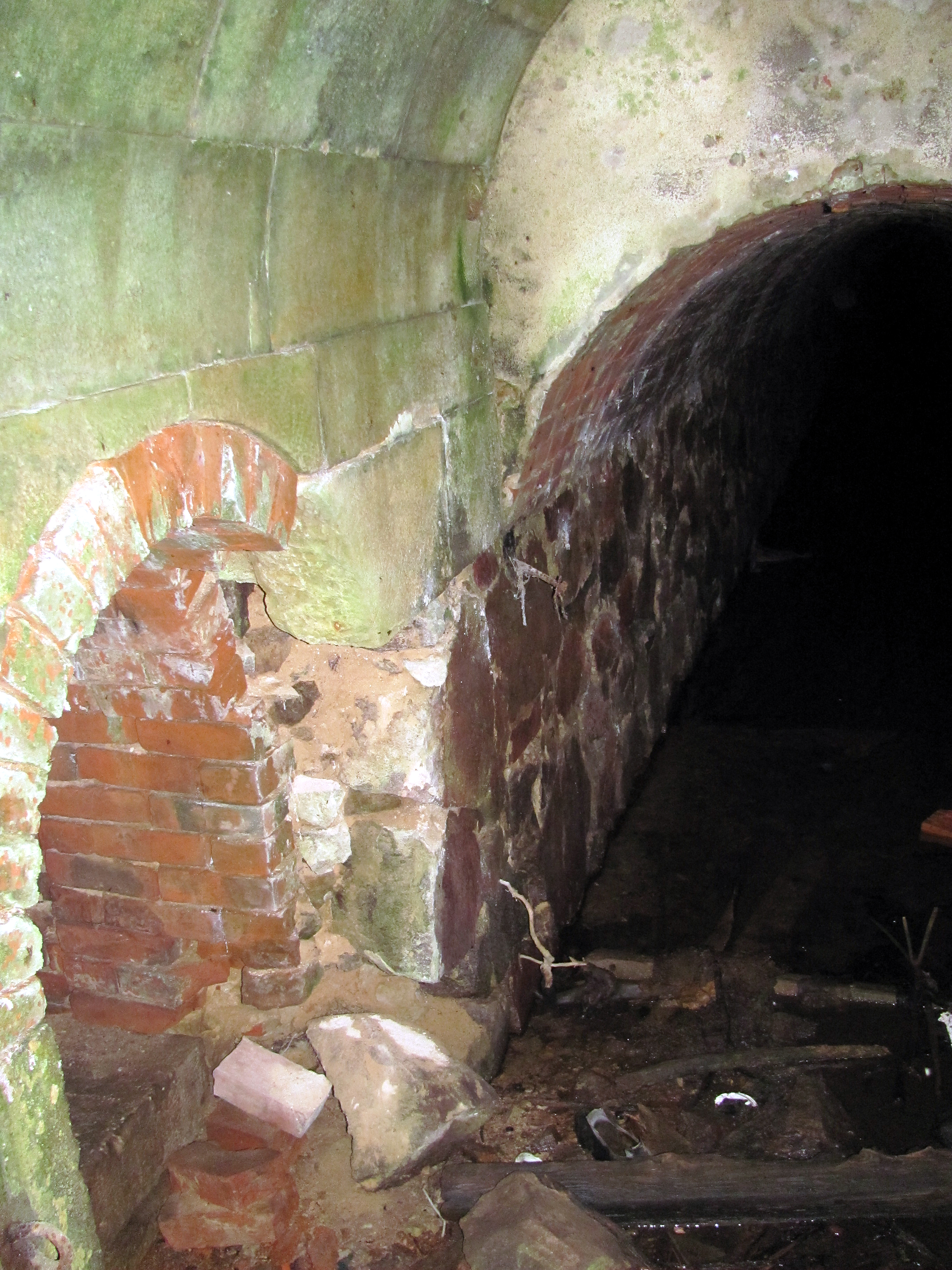
Gießmannscher Tunnel, Seitentunnel hinter dem Eingangstor

Gießmannscher Tunnel, Ausgangs-Mundloch zur Bauzeit
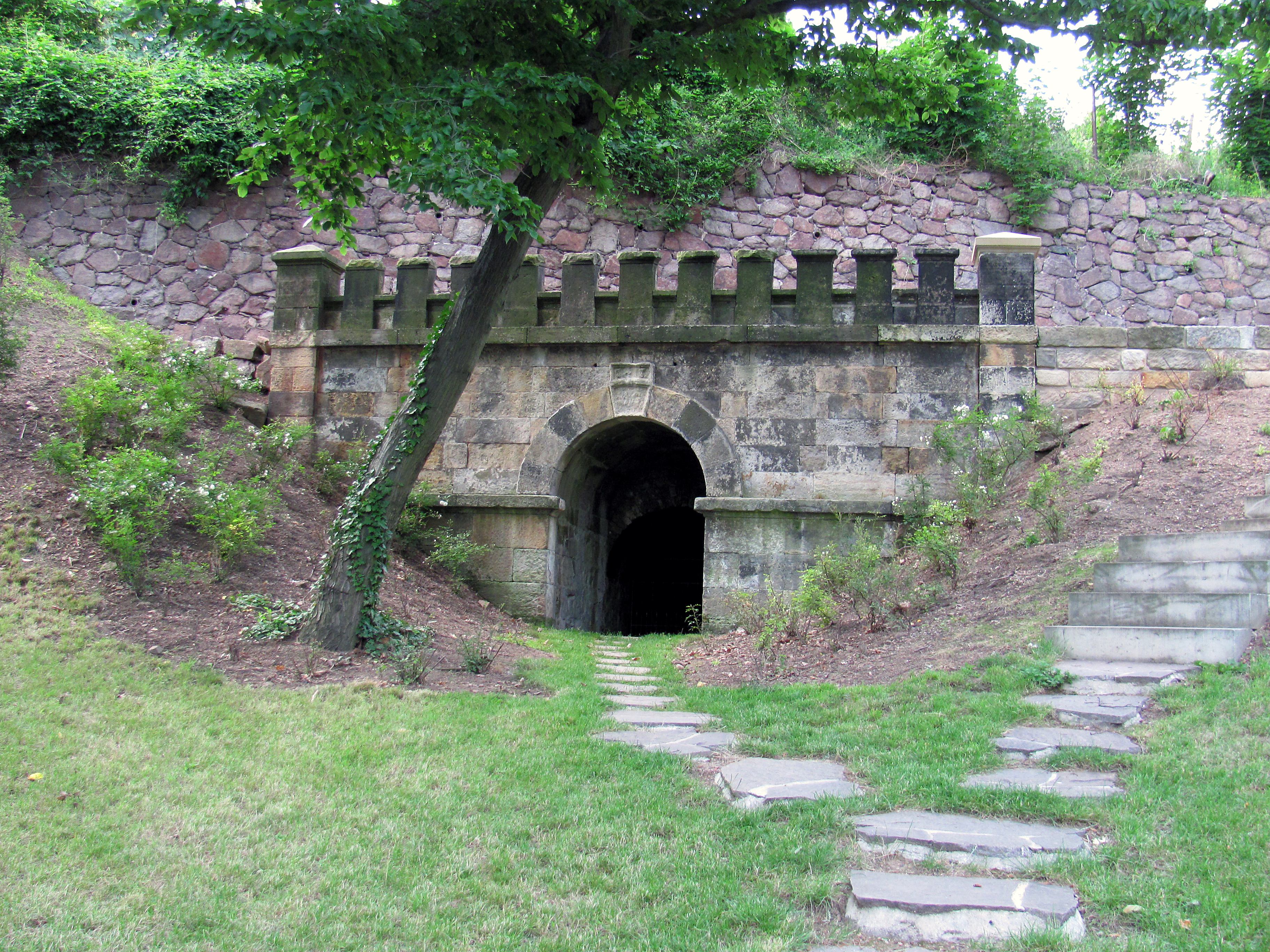
Gießmannscher Tunnel, Ausgangs-Mundloch
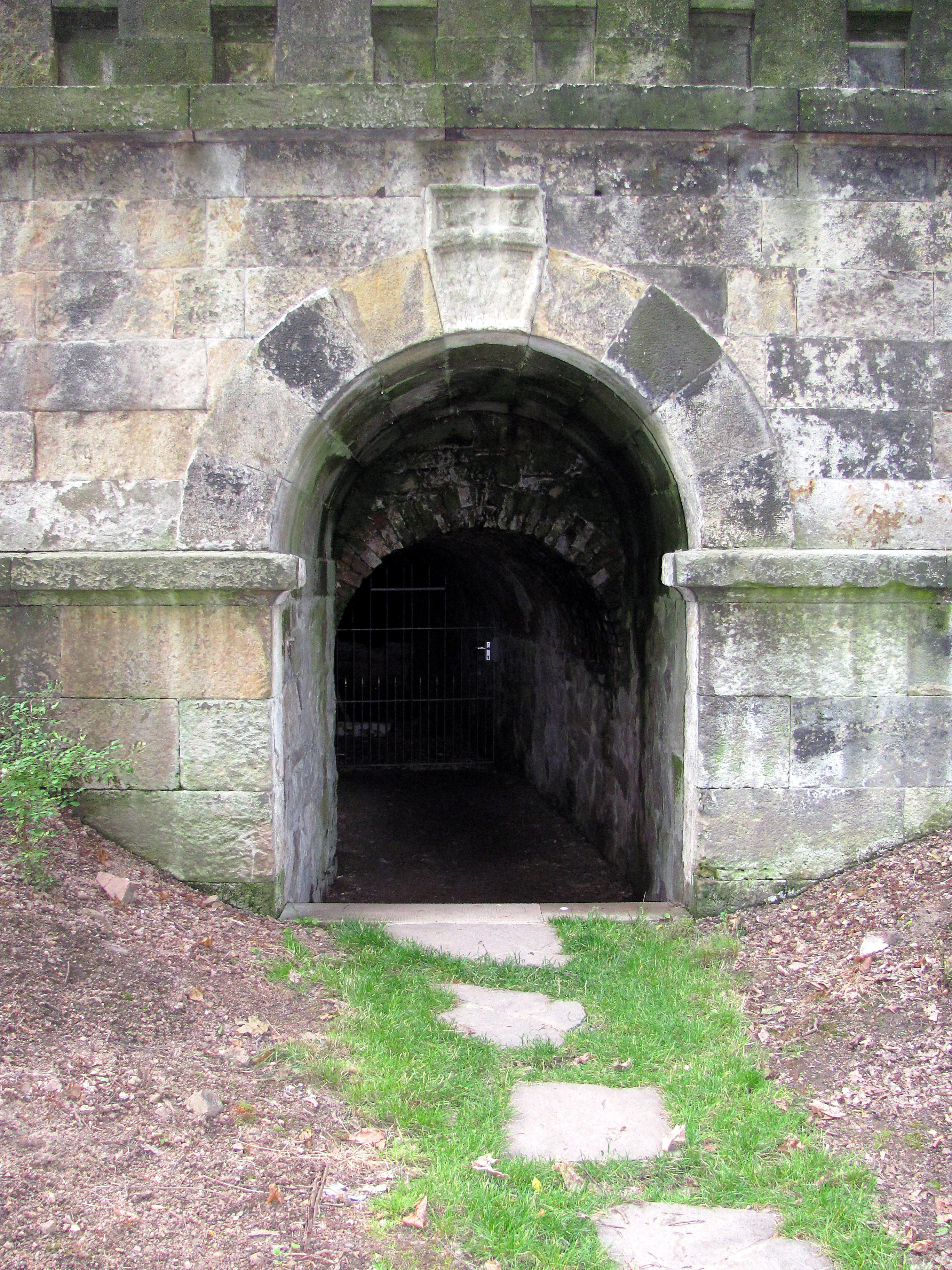
Gießmannscher Tunnel, Ausgangs-Mundloch: Eingang
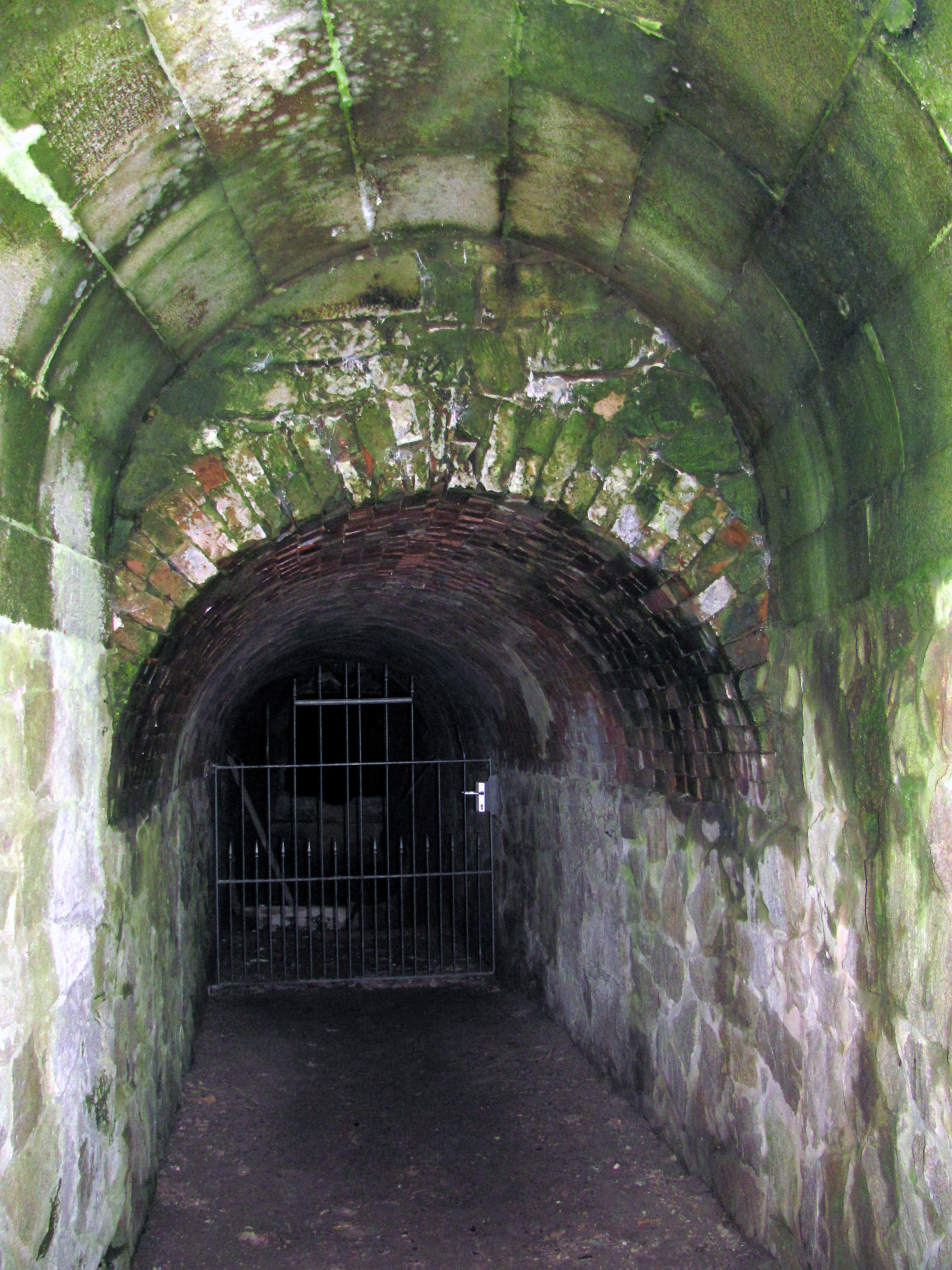
Gießmannscher Tunnel, Ausgangs-Mundloch: Eingang, tiefer drin
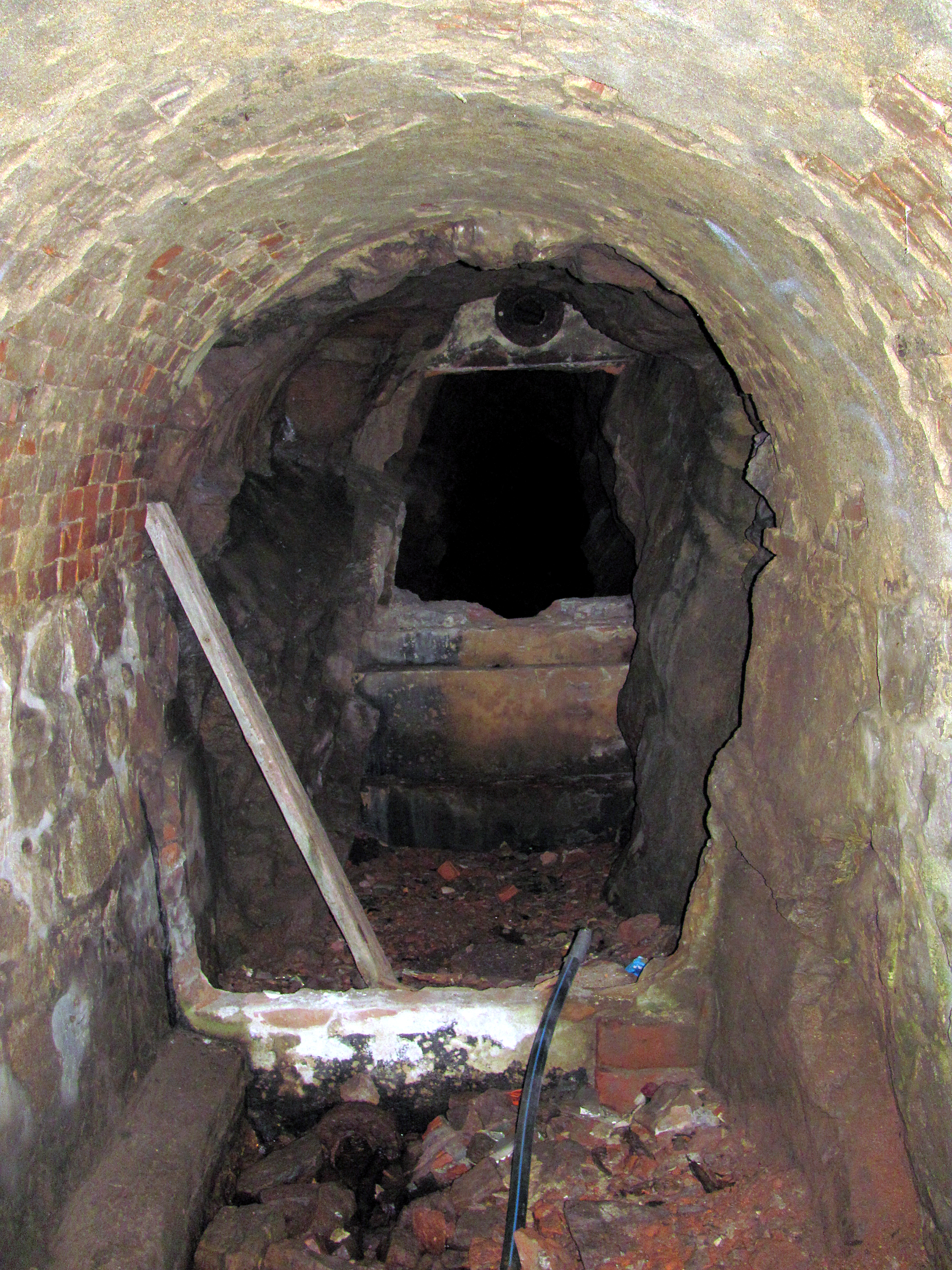
Gießmannscher Tunnel, Ausgangs-Mundloch: Eingang, noch tiefer drin

### Jyrich’s Riesen-Rodelbahn

Jyrich’s Riesen-Rodelbahn, Foto um 1911

Im März 1910 bat Hermann Jyrich die zuständige Amtshauptmannschaft Dresden-Neustadt, auf dem entstehenden Waldparkgelände eine Rodelbahn für Sommer- und Winterbetrieb nebst einem dazugehörigen „Billet-Ausgabehaus“ bauen zu dürfen. Nach Genehmigung im April erfolgte die Bauausführung durch die Bauunternehmung von Adolf Menzel in Kötzschenbroda, die auch die Projektierung vorgenommen hatte. Bereits im Mai erfolgten die baupolizeiliche Prüfung sowie die Inbetriebnahmegenehmigung.
Der Startplatz der Rodelbahn, ein Turm mit Treppenaufgang, der zugleich auch der höchste Punkt der Bahn war, lag „60 m von der Oberen Burgstraße in westl. Richtung den Höhenweg entlang, und dann etwa 45 m in nördl. Richtung im Wald“, also etwa im Südosteck des heutigen Waldparks. Von dort aus verlief die Rodelbahn in nördlicher Richtung, der Auslauf lag kurz vor der südöstlichen Ecke von Schwarzes Teich, dort wo sich später der sogenannte Konzertplatz befand. Dort befand sich auch der Eingang zur Anlage mit dem 3,5 mal 3 m großen Eintrittskartenhäuschen.
„Die Bahn war 215,4 m lang, bei einem Höhenunterschied von 34 m. Die Fahrspur 1,2 m breit, daneben der Schlittenaufzug 0,5 m breit. Der obere Teil der Bahn war 2,5 m breit, auf eine Länge von 60 m, durch [d]en angebauten Aufgang mit Treppen bis zum Turm“.
Durch den Beginn des Ersten Weltkriegs 1914 ging die Rodelbahn wieder ein.